# Jack Hobbs (acteur)
Pour les articles homonymes, voir Jack Hobbs.
John Edwin Hobbs, dit Jack Hobbs (né le 28 septembre 1893 à Londres et mort le 4 juin 1968 à Brighton, dans le Sussex de l'Est) est un acteur britannique.

## Filmographie partielle
- 1922 : The Crimson Circle, de George Ridgwell
- 1926 : La Flamme, de René Hervil : Hugues Sedley
- 1931 : Love Lies, de Lupino Lane : Rolly Rider
- 1931 : Mischief, de Jack Raymond : Tom Birkett
- 1931 : The Love Race, de Lupino Lane et Pat Morton : Bobbie Mostyn
- 1934 : Oh No Doctor!, de George King : Montagu Kent
- 1935 : No Limit, de Monty Banks : Bert Tyldesley
- 1935 : Handle with Care de Randall Faye
- 1936 : The Interrupted Honeymoon, de Leslie S. Hiscott : George
- 1937 : Millions, de Leslie S. Hiscott : Parsons
- 1937 : The Show Goes On de Basil Dean
- 1938 : It's in the Air, d'Anthony Kimmins : Craig
- 1938 : Make It Three, de David MacDonald : Charlie